# Miss Internacional 1982
La versión número 22 de Miss Internacional se llevó a cabo el 13 de octubre de 1982 en el Centro de Convenciones de la ciudad de Fukuoka, Japón; donde candidatas de 43 países y territorios autónomos compitieron por el título y la corona durante 3 semanas. Al final del evento, Miss Internacional 1981 Jenny Annette Derek de Australia coronó a su sucesora Christie Ellen Claridge de Estados Unidos como Miss Internacional 1982.
La final del concurso fue transmitida por la cadena de televisión TV Tokyo para Japón.

## Resultados
| Resultados finales      | Concursante |
| ----------------------- | --- |
| Miss Internacional 1982 | - Estados Unidos: Christie Ellen Claridge |
| 1.ª finalista           | - España: María del Carmen Aques Vicente |
| 2.ª finalista           | - Austria: Annette Schneider |
| 3.ª finalista           | - Australia: Lou Anne Ronchi |
| 4.ª finalista           | - México: Norma Méndez |
| Semifinalistas (top 15) | - Bélgica: Mimi Dufour - Colombia: Adriana Rumié Gomes - Finlandia: Aino Johanna Kristiina - Gales: Caroline Jane Williams - Hawái: Rose Marie Freeman - Inglaterra: Anne Marie Jackson - Irlanda: Martina María Meredith - Israel: Nava Hazgov - Italia: Antonella Cracchi - Tailandia: Kanda Thae-chaprateep |

### Premios especiales
- Miss Simpatía:  Guam: Donna Lee Garmon
- Miss Fotogénica:  Estados Unidos: Christie Ellen Claridge
- Traje Nacional:  Portugal: Elena Sofía Sousa
- Miss Elegancia:  Japón: Yukiko Tsutsumi

## Concursantes
- Australia: Lou-Anne Caroline Ronchi
- Austria: Anette Schneider
- Bélgica: Mimi Dufour
- Bolivia: Beatrice Peña
- Brasil: Carmen Júlia Rando Bonoldi
- Canadá: Laura Claudia Ciancolo
- Colombia: Adriana Rumié Gomes-Cásseres
- Costa Rica: Sigrid Lizano Mejía
- Dinamarca: Gitte Larsen
- Inglaterra: Anne Marie Jackson
- Finlandia: Aino Johanna Kristiina Summa
- Francia: Isabelle Rochard
- Alemania: Jutta Beck
- Grecia: Iro Hadziioannou
- Guam: Donna Lee Harmon
- Hawái: Rose Marie Freeman
- Países Bajos: Jacqueline Schuman
- Honduras: Alba Luz Rogel
- Hong Kong: Isabella Kau Hung-Ping
- India: Betty O'Connor
- Irlanda: Martina Mary Meredith
- Israel: Nava Hazgov
- Italia: Antonella Cracchi
- Japón: Yukiko Tsutsumi
- Corea del Sur: Chung Won-yoon
- Malasia: Karen Seet Yeng Chan
- México: Norma Patricia Méndez Tornell
- Nueva Zelanda: Wendy Ann Thompson
- Noruega: Jeanette Roger Blixt
- Filipinas: Maria Adela Lisa Gingerwich Manibog
- Portugal: Helena Sofia Sousa Botelho
- Escocia: Lena Masterton
- Singapur: Angela Tan Siok Ling
- España: María del Carmen Arqués Vicente
- Suecia: Camilla Engström
- Suiza: Ruth Heinder
- Polinesia Francesa: Claudine Tutea Cugnet
- Tailandia: Kanda Thae-chaprateep
- Turquía: Mine Ersoy
- Uruguay: Carolina Sibils
- Estados Unidos: Christie Ellen Claridge
- Venezuela: Amaury Martínez Macero
- Gales: Caroline Jane Williams